# Ngựa đồng lầy Tacky

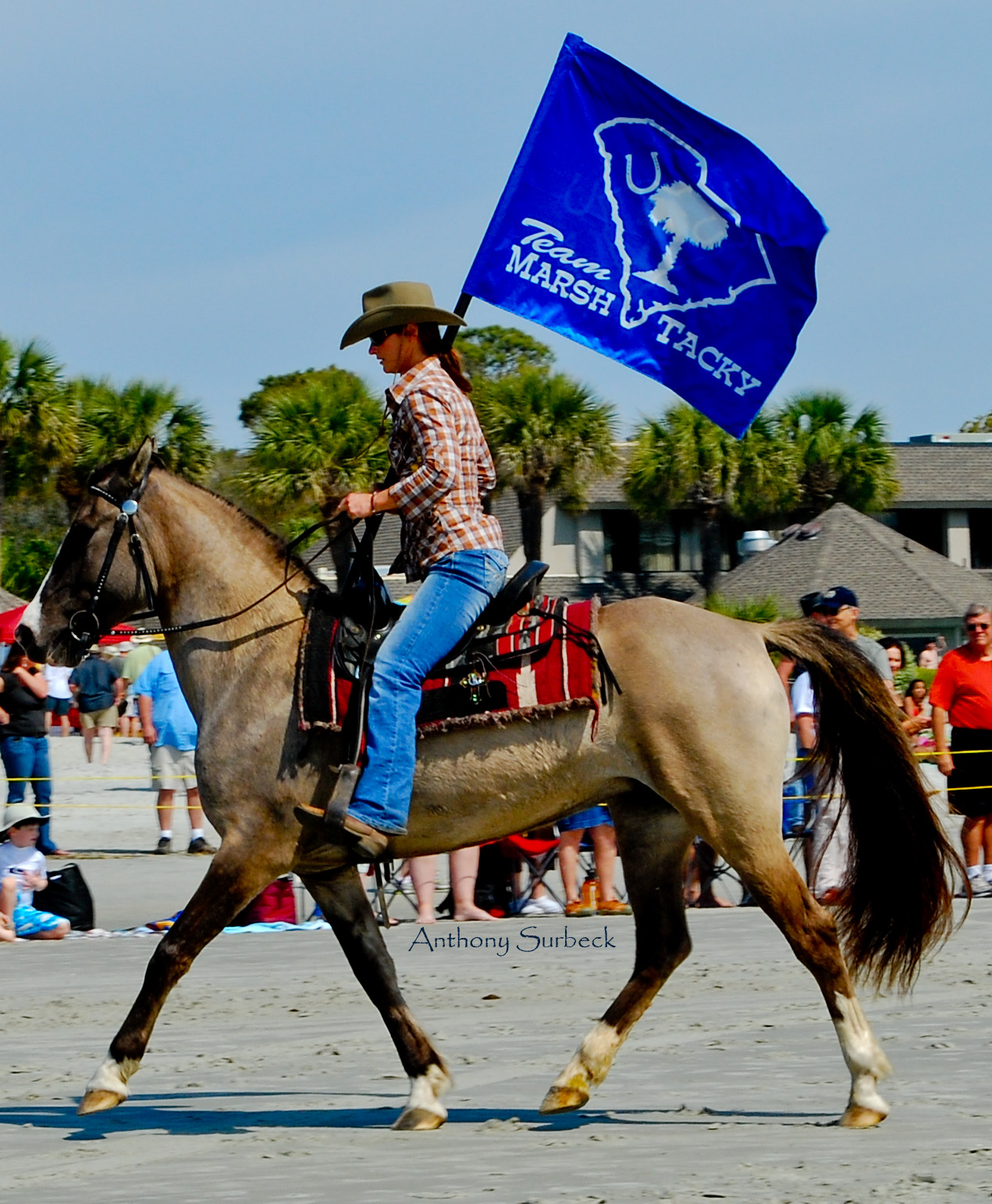
Một con ngựa Tacky

Ngựa đồng lầy Tacky còn gọi bằng cái tên Carolina Marsh Tackies là một giống ngựa có nguồn gốc từ Hoa Kỳ, giống ngựa bán hoang dã này thường có màu nâu xám đặc trưng và thân hình nhỏ gọn. Chúng sinh sống ở bang Nam Carolina, Mỹ và hiện còn 300 cá thể tồn tại và có nguy cơ cao.

## Lịch sử
Ngựa đồng lầy Tacky là một con ngựa nhỏ, phù hợp để sử dụng trong các đầm lầy đất thấp của nguồn gốc Nam Carolina, được phát triển từ những con ngựa Tây Ban Nha đưa đến bờ biển Nam Carolina bởi nhà thám hiểm Tây Ban Nha, người định cư và thương nhân sớm nhất là vào thế kỷ thứ 16. Những con ngựa đã được sử dụng bởi những người dân thuộc địa trong cuộc Cách mạng Mỹ, và Nam Carolina cho công việc đồng áng, chăn gia súc và săn bắn trong suốt lịch sử của giống này.
Một thống kê khác cho thấy chỉ có khoảng 275 con tồn tại ngày nay. Tiến sĩ Sponenberg cũng chính là người đang duy trì nòi giống cho loài ngựa này. Ngựa đồng lầy Tacky được sử dụng nhiều ở các thuộc địa của Pháp trước đây và có nguồn gốc từ Tây Ban Nha. Hiện nay, chúng chỉ còn khoảng 500 con và đang đứng trước bờ vực tuyệt chủng.

## Đặc điểm
Chúng cao từ 142 và 147 cm mặc dù phạm vi chấp nhận được là từ 132 và 152 cm với một loạt các màu sắc, bao gồm có lang, hạt dẻ, màu đen và grullo. Trong lịch sử, mô hình nhiều màu như pinto đã được tìm thấy, nhưng đã không chọn để khi chăn nuôi, và ngày nay không được nhìn thấy. Các màu sắc hiện nay là phù hợp với những con ngựa Tây Ban Nha khác, đầu của giống này thường phẳng hoặc hơi lõm, trở thành hơi lồi từ vùng mũi đến đầu mũi. Trán rộng và đôi mắt nằm cách xa nhau. Loài này thường có một cổ cừu nhẹ, và cổ được gắn thấp trên ngực so với nhiều giống khác. Các vai ngắn lại và mạnh mẽ, và mông dốc góc cạnh. Ngực sâu nhưng hẹp và vai dài và góc cạnh. Các chân dài, thon cơ bắp, với nói chung không có lông trên chân thấp hơn.
Chúng được biết đến bởi chủ sở hữu đối với sức chịu đựng và khả năng làm việc trong nước và đầm lầy mà không hoảng loạn của nó. Có xu hướng chắc chắn chân, mạnh mẽ, thông minh, và có khả năng tồn tại trong môi trường ven biển đầy thách thức, cũng như là người canh giữ dễ dàng. Với kích thước nhỏ và tính chất nhẹ nhàng làm cho nó gắn kết lịch sử ưa thích dành cho trẻ em và phụ nữ, nhưng nó cũng đã được sử dụng như vật làm việc do khả năng của mình trong lĩnh vực này. Hôm nay, chúng được sử dụng trong cưỡi, cũng như tiếp tục công việc truyền thống của họ giúp con người với trò chơi săn bắn và chăn nuôi gia súc hoang dã. 